# Praça da Independência (João Pessoa)
A praça da Independência é um logradouro público da cidade de João Pessoa, capital do estado brasilleiro da Paraíba. Localizada no bairro de Tambiá, é uma das mais tradicionais áreas de lazer da cidade e do local sai a principal via pública da cidade, a Avenida Epitácio Pessoa. Em suas proximidades há dezenas de prédios empresariais e públicos.
A praça é um dos pontos turísticos da cidade e nela estão plantadas árvores raras, como pau-brasil, ipê e abricó-de-macaco. O coreto e o obelisco nela existentes são tombados pelo Instituto do Patrimônio Histórico e Artístico Nacional (IPHAN) desde 1980.

## História
Projetado pelo arquiteto ítalo-paraibano por Hermenegildo di Lascio a pedido do então prefeito Guedes Pereira, a praça apresenta em seu centro um monumento histórico e a bandeira do Brasil, a qual, todo dia 7 de setembro, dia da independência do Brasil, é hasteada por soldados do estado. Os ideais republicanos influenciaram o projeto arquitetônico e, por isso, cada elemento do local guarda um significado: os bancos, originalmente em número de cem (para cada ano do Centenário), o quadrante em referência às quatro regiões geográficas do País à época (em 1922 O Brasil possuía 4 regiões, pois o nordeste fazia parte da região Norte) e o obelisco, escolhido para simbolizar a luta pela Independência. Já os caminhos que cruzam a praça em X, reverenciam a bandeira da Inglaterra, berço do pensamento libertário. O logradouro tem grande valor simbólico para a capital do estado por representar a urbanização da capital em direção à orla marítima. A praça foi projetada inicialmente em forma de quadrado com quatro quadrantes e cada um representava uma região do Brasil, já que naquela época o país era dividido em quatro regiões. Os quadrados foram alinhados rigorosamente aos pontos cardeais Norte, Sul, Leste e Oeste.
Segundo se lê no livro A União: jornal e história da Paraíba, sua evolução gráfica e editorial, a iniciativa de construção da praça foi do prefeito Guedes Pereira, cujo intuito era urbanizar e expandir a capital paraibana:
A prefeitura, a cuja frente se encontra o espírito operoso do Sr. Dr. Walfredo Guedes Pereira, reservou o dia 7 de setembro para a inauguração da praça da Independência, construída especialmente para fazer parte do programa festivo em honra do centenário [da independência do Brasil].

## Galeria de Imagens

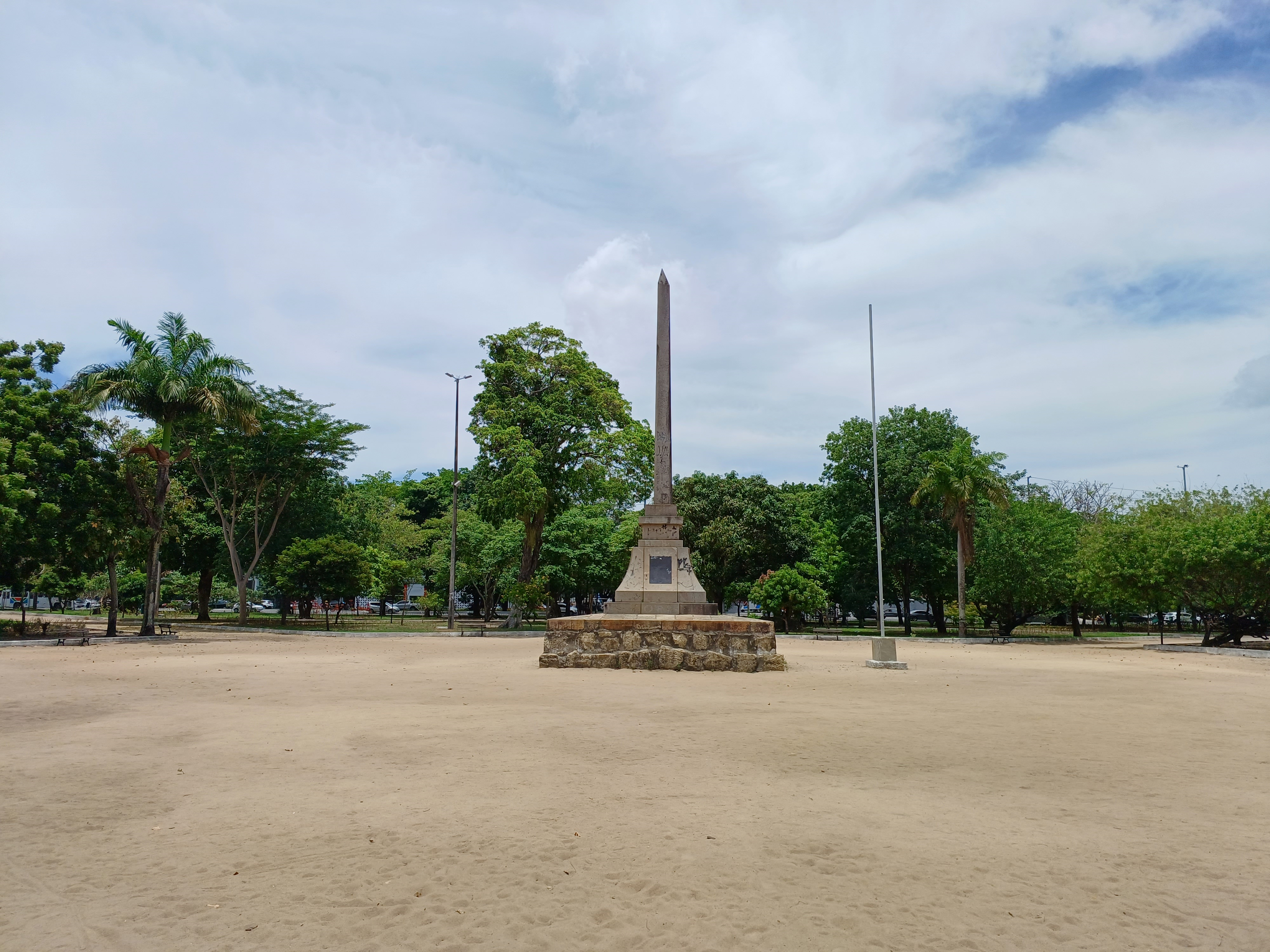
Obelisco no meio da praça, simboliza a luta pela Independência.
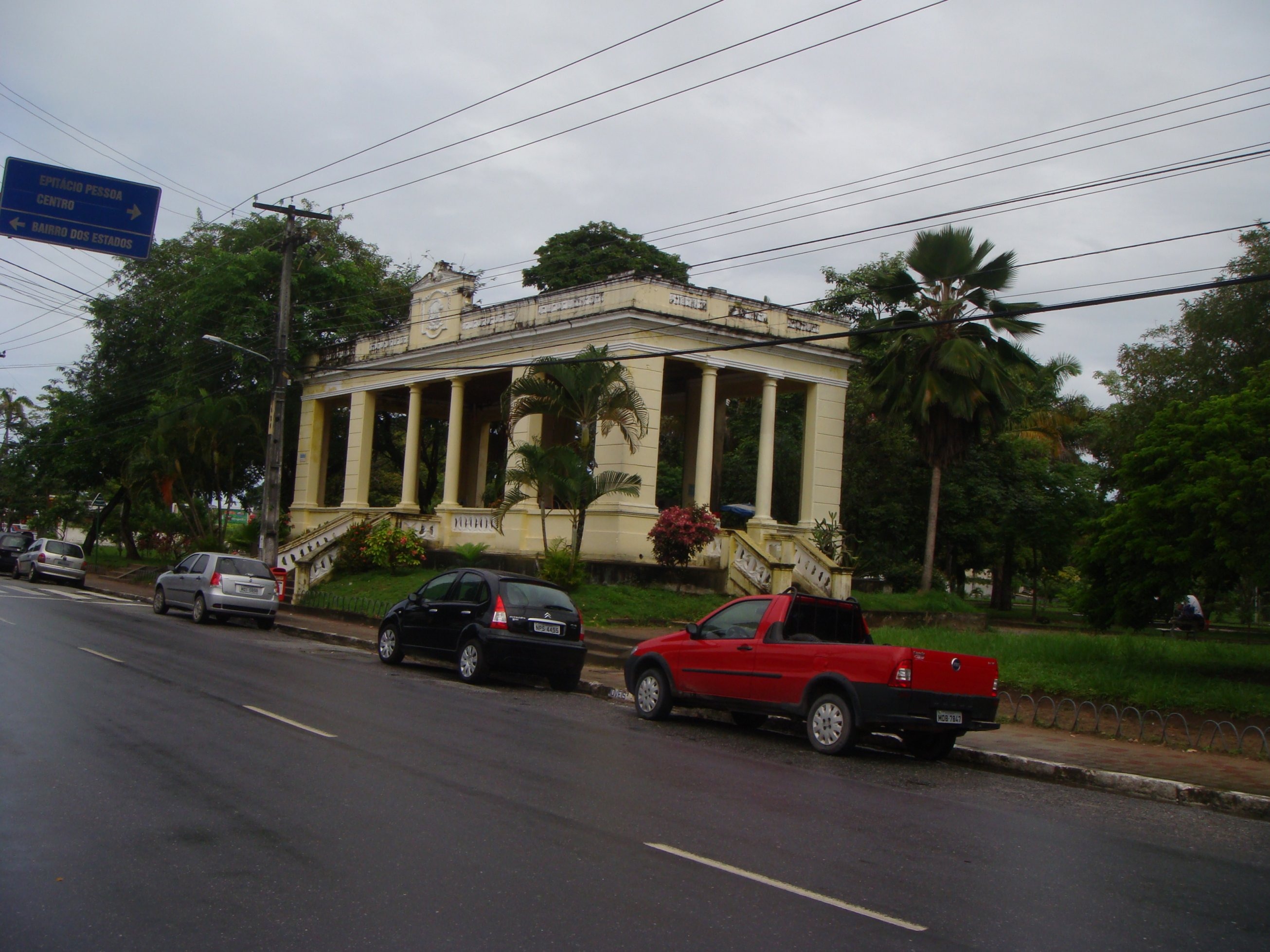
Coreto da Praça da independência.
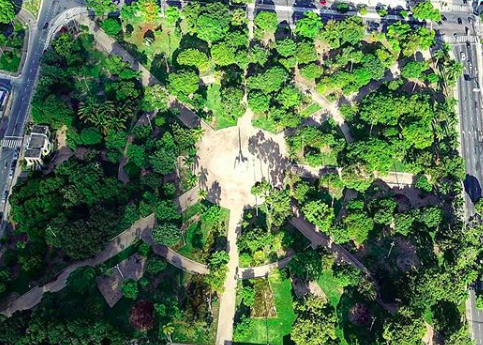
Caminhos em X, reverenciam a bandeira da Inglaterra,  berço do pensamento libertário.

## Ver Também
- Centro Histórico de João Pessoa

- Catedral Basílica de Nossa Senhora das Neves

- Centro Cultural São Francisco

- Convento e Igreja de Nossa Senhora do Carmo

- Igreja de Nossa Senhora da Misericórdia

- Igreja de São Frei Pedro Gonçalves

- Mosteiro de São Bento